# Torre de Shanghái
La Torre de Shanghái (en chino: 上海中心大厦; pinyin: Shànghǎi zhōngxīn dàshà; inglés: Shanghai Tower) es un rascacielos ubicado en el distrito de Pudong en Shanghái, China. El edificio se eleva 632 metros sobre el suelo, con 128 pisos, con 106 ascensores y una superficie de 420 000 m². Es actualmente el edificio más alto de China y el 3r rascacielos más alto del mundo, siendo superado por el Burj Khalifa de Dubái (EAU) y la torre Merdeka 118 en Kuala Lumpur (Malasia) que fue inaugurada en 2023. Costó 2400 millones de dólares. lo que lo convierte en el octavo edificio más costoso de la historia.

### Distrito
Los modelos de planificación para el distrito financiero de Lujiazui se remontan a 1993, y muestran los planes de tres grandes rascacielos uno junto al otro. Dichos edificios ya se han construido, el edificio Jin Mao, que se completó en 1998, el Shanghai World Financial Center en 2008, y la Torre de Shanghái en 2015.

### Competencia

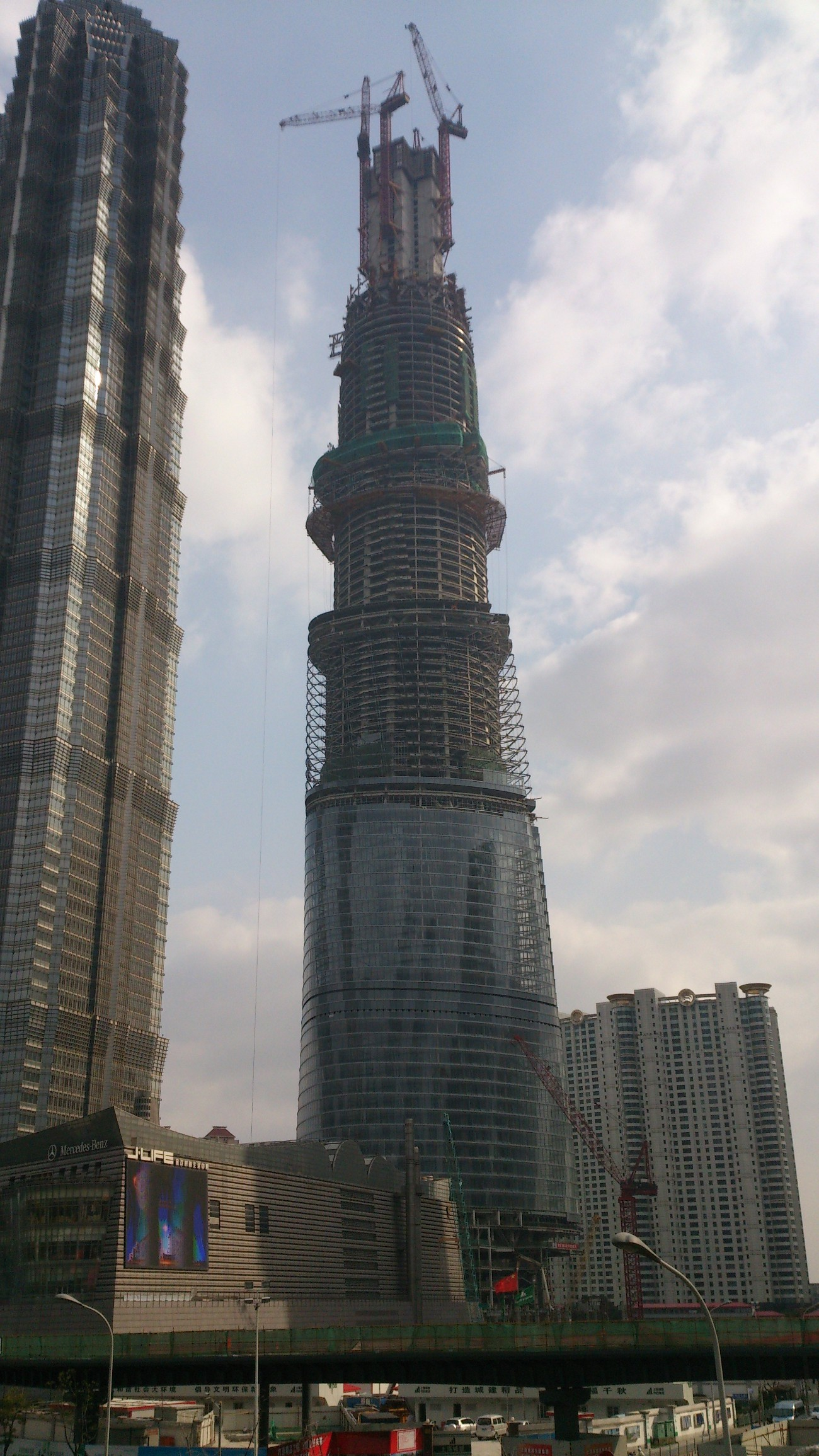
La construcción en marzo de 2013.

Después de los numerosos diseños que fueron presentados por diversos estudios de arquitectura, dos propuestas de diseño llegaron a la final a principios de 2008, ambos de 580 metros de altura. El diseño innovador de Gensler fue elegido en junio de 2008, en el cual estructura da giros a medida que sube y además está rodeada por una pared de vidrio exterior.

### Diseño
La torre está organizada en forma de nueve edificios cilíndricos apilados unos sobre otros, cubiertos por una fachada de vidrio. Entre eso y la capa exterior, que gira a medida que sube, nueve jardines interiores en los diferentes niveles son el espacio público para los residentes de Shanghái. También tiene espacios para celebrar eventos en la base de la torre. Cuenta con la plataforma de observación no cerrada más alta del mundo.
El director de diseño de Gensler, Marshall Strabala, dijo en E-Architect.co.uk (un sitio web de noticias de arquitectura), que la Torre de Shanghái representaría "El futuro dinámico de China. Sería un impresionante edificio en el que tanto esta animada y cambiante metrópolis, como en el resto del país, miran hacia el futuro. No habría otra torre tan única y bien concebida en el mundo".

### Sostenibilidad
El diseño de la fachada de cristal se describe capaz de reducir las cargas del viento en el edificio en un 24 %, es decir, que fueron necesarios menos materiales de construcción, y la característica de espiral recoge el agua de lluvia que se utiliza para el aire acondicionado de la torre y los sistemas de calefacción. Las turbinas de viento generan energía para el edificio. Según E-Architect.co.uk, es el primer mega-rascacielos (600 metros o más alto), con doble "piel" en el mundo, actuando como un "termo", dice Strabala, que permite aislarlo y ahorrar energía.
Los propietarios de la Torre de Shanghái esperan que en el futuro se adjudiquen las certificaciones de la Comisión de Construcción Verde de China y de EE. UU. para el diseño sostenible del edificio.

## Construcción
Durante el 2008, el sitio fue preparado para la construcción, y en el 29 de noviembre de 2008 se celebró la ceremonia que daba paso al inicio de la construcción. La torre ha pasado una evaluación de impacto ambiental. La construcción de la torre utilizó técnicas sostenibles para hacer el edificio más agradable con el medio ambiente y reducir el uso de energía.
El bloque actual asignado a la Torre de Shanghái, Z3-2, fue por un corto tiempo un driving range, antes de que el sitio fue limpiado para la preparación.
La estructura del edificio se finalizó en 2014 y se inauguró en 2015. Es un edificio sismo resistente capaz de soportar un terremoto de incluso 9 grados o más esto como parte de la novedosa y tecnológica ingeniería y arquitectura china.

## Uso
En 2017, el Wall Street Journal reportó que a tres años de terminado, pocos alquileres se habían concedido y menos aún se habían mudado.  En el 2019, trascendió que 55 pisos permanecían vacíos.

## Galería

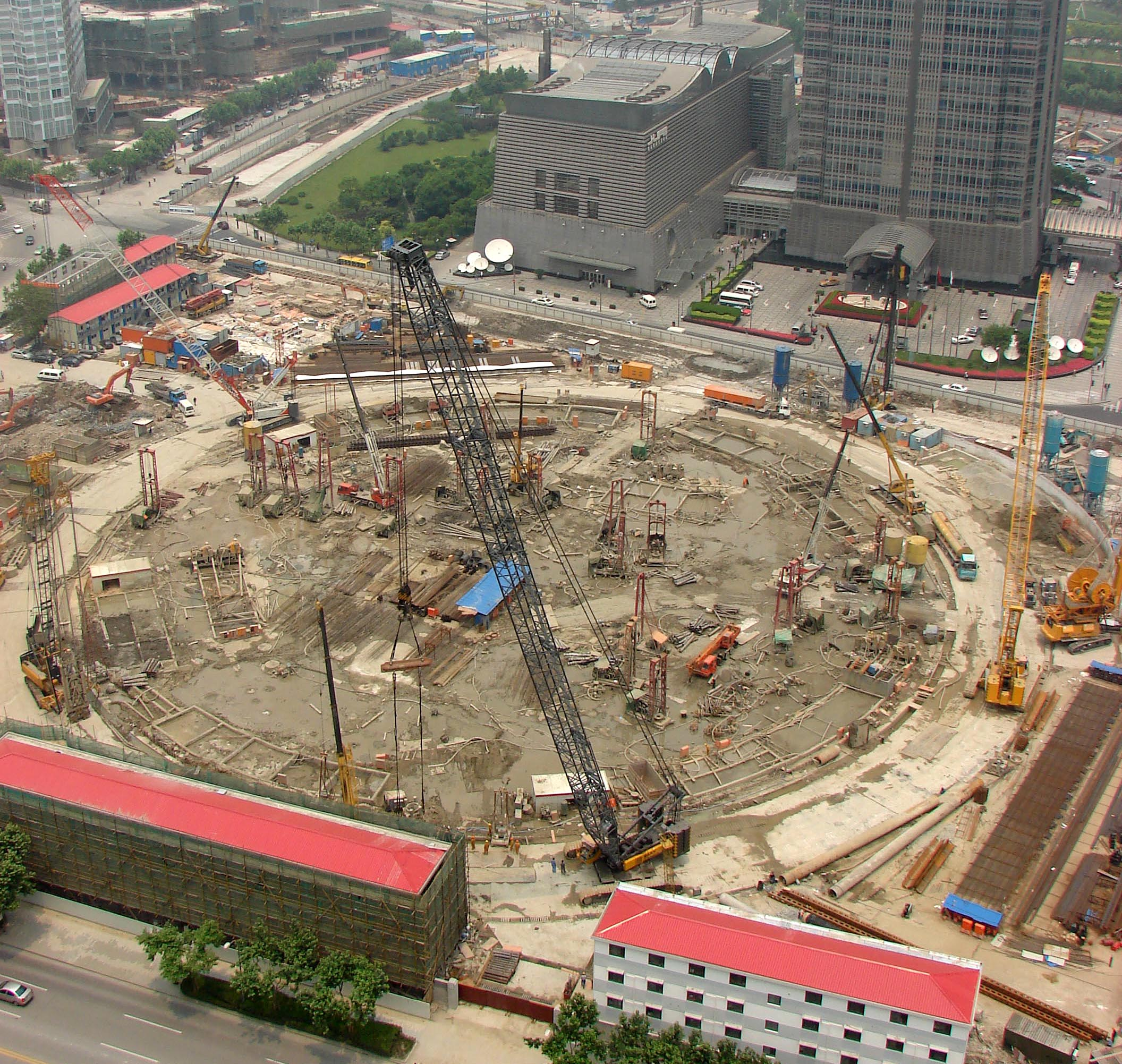
Junio de 2009
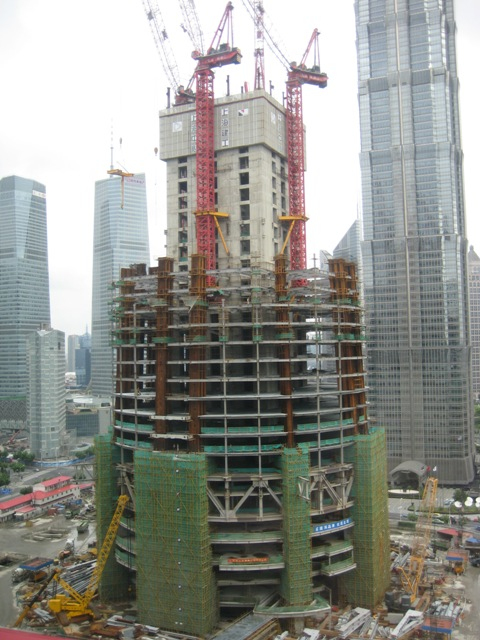
Agosto de 2011
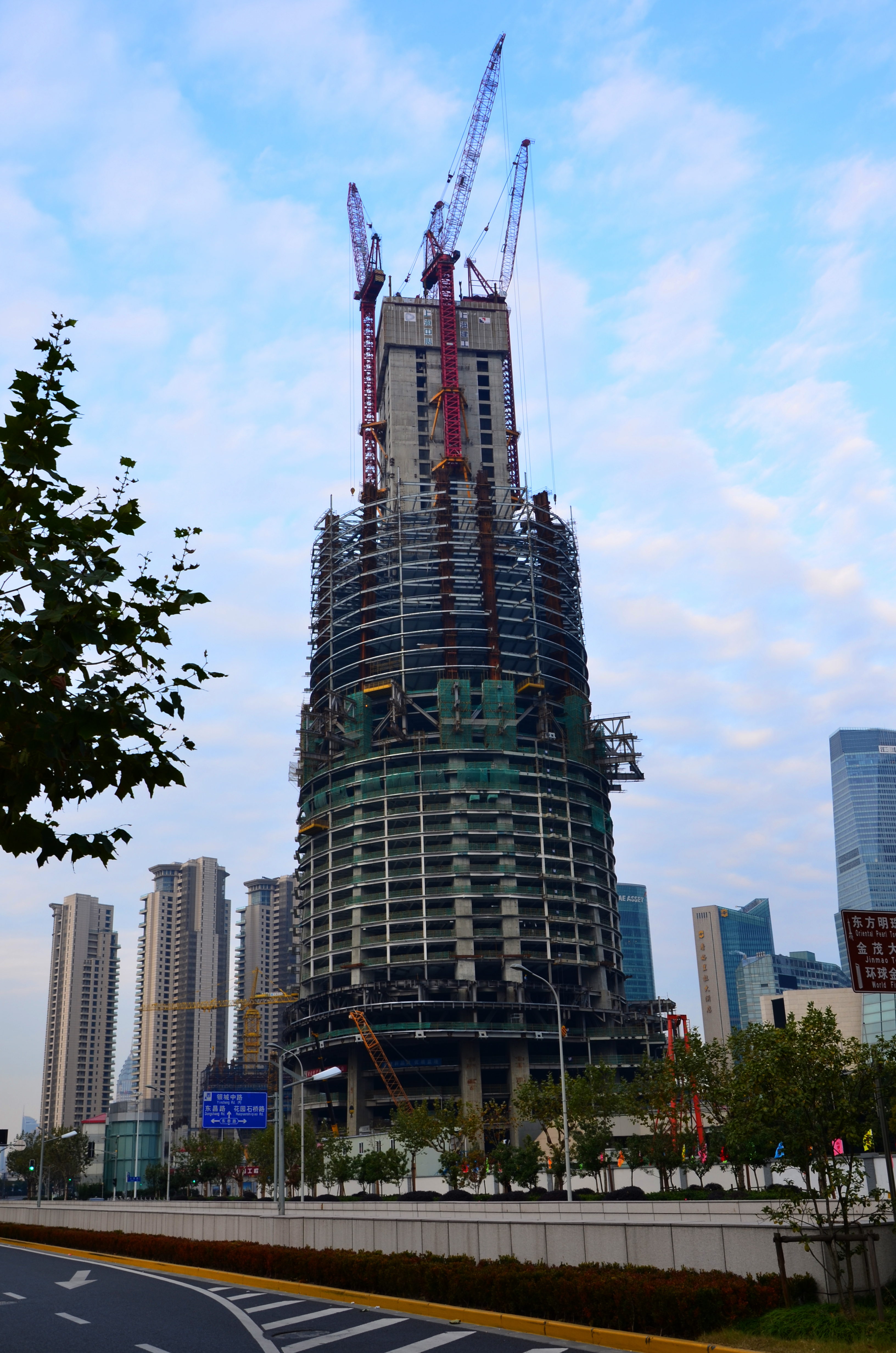
Diciembre de 2011
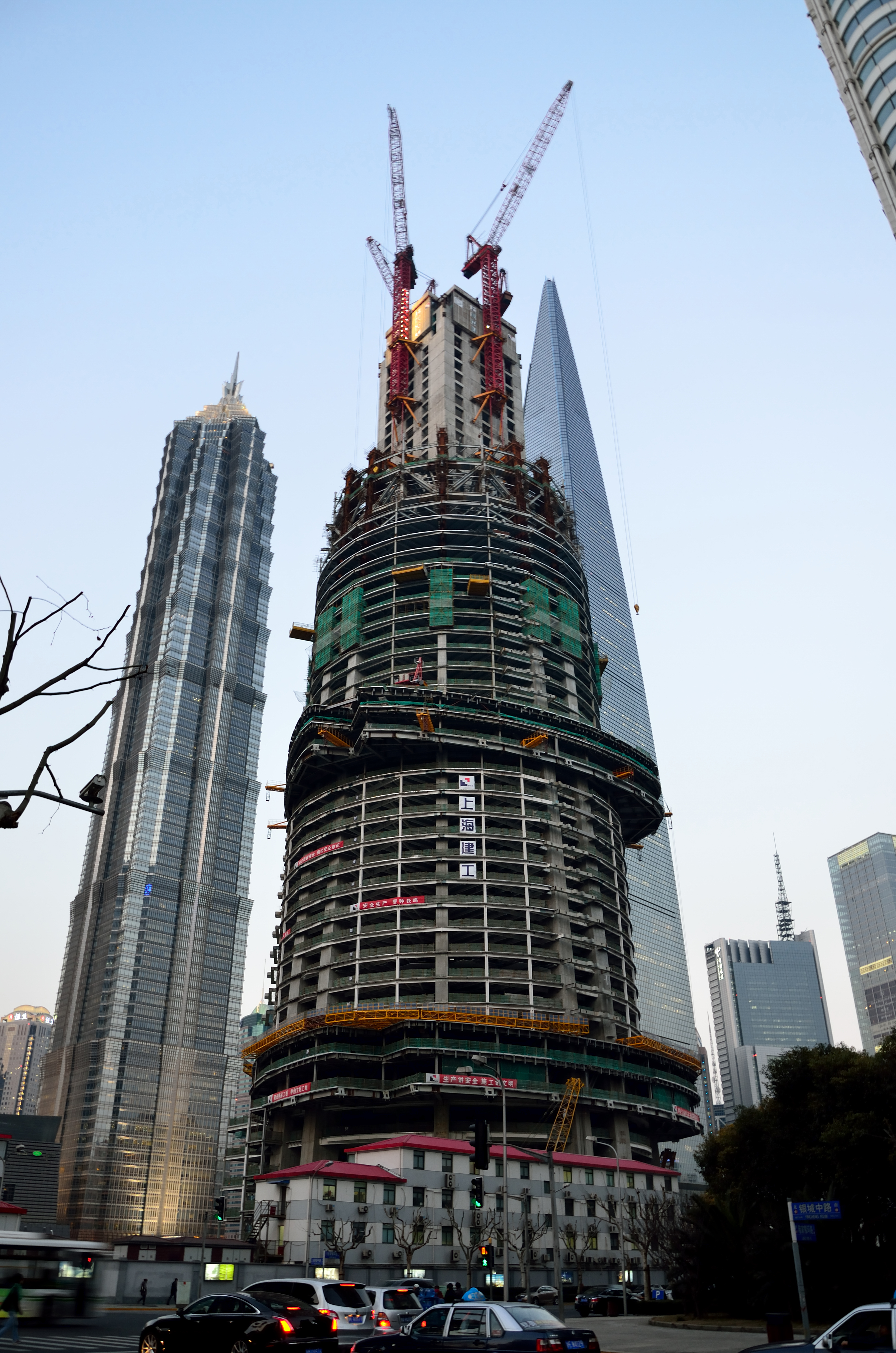
Marzo de 2012
Octubre de 2012
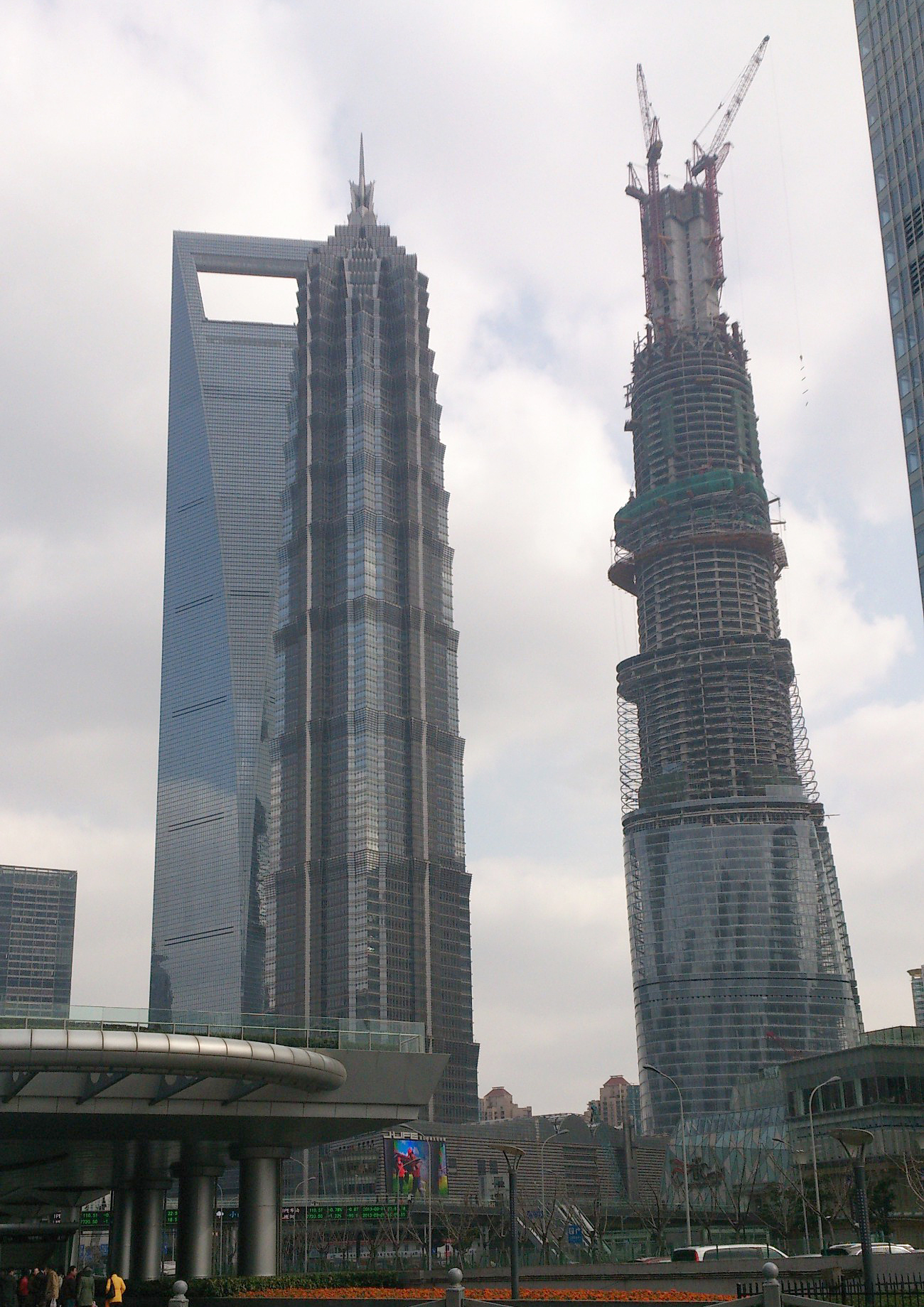
Marzo de 2013
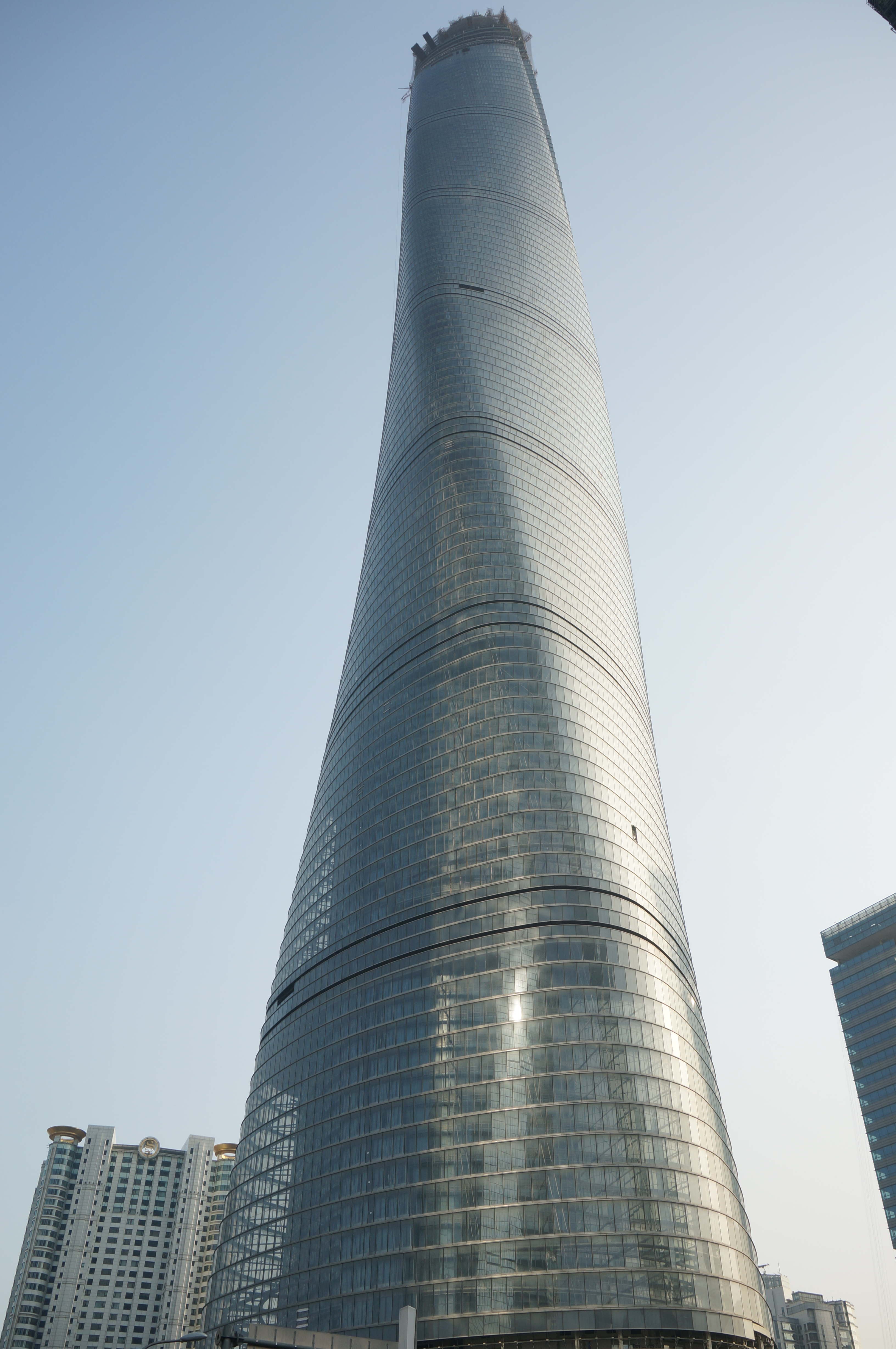
Agosto de 2014